# رجاء المهندس
رجاء المهندس (من مواليد 25 مارس 1979) هي شاعرة ومغنية هولندية مغربية/جزائرية.

## حياتها
ولدت رجاء المهندس في العرائش بالمغرب لأم جزائرية وأب مغربي. انتقل والداها إلى أمستردام عندما كانت طفلة. بعد انفصال والديها في عام 1982، أمضت طفولتها مع والدتها وإخوتها في أمستردام.

## مهنة
أثناء تواجدها في المدرسة الابتدائية والثانوية، التحقت بفصول باليه واسعة ودرست الفرنسي. في سن السادسة عشرة، كانت أول أفريقية تدرس في معهد شتوي هولندي حيث واصلت دراساتها الموسيقية الكلاسيكية. في سن العشرين، تركت الموسيقى الكلاسيكية لتتبع مسارها الفني، وتسعى إلى دمج جذورها الثقافية.
في اليوم العالمي للمرأة 2012، عرضت أول فيلم قصير لها، وهو فيلم قصير عن قبول النساء المسلمات في وسائل الإعلام الرئيسية وصناعة الموسيقى.
هي أيضا واحدة من 60 امرأة قيّمة لمعرض MUSLIMA الدولي.
من عام 2009 إلى عام 2018، تم ترشيحها على قائمة 500 من المسلمين الأكثر نفوذاً في العالم لعملها في مجال الثقافة والفن.
في 31 أكتوبر 2013، ألقت خطابها الأول في TEDx خلال TEDx Breda. تحدثت في حديثها عن كيف يخلق الفن والموسيقى ثقافة عالمية مختلطة. لا تزال تواصل الغناء ونشر الموسيقى الخاصة بها.